# Kongsvinger Knights
Kongsvinger Knights startades den 27 januari 1961 och är ishockeysektionen i den norska sportklubben Kongsvinger IL. Man spelade först sina hemmamatcher på naturis, sedan i Storhamar ishall. Numera spelar man hemmamatcherna i Kongshallen, som stod klar 1992. Då herr-seniorlaget kvalificerat sig för 1. divisjon sattes som mål att nå en stabil plats i serietabellens övre delar. Laget tog sig 2004 till 1. divisjon och har varit i GET-ligaen från 2014 till 2018. Laget spelar nu i tredje högsta division 2. divisjon.

### Fotnoter
1. ↑  Reidar Ånensen. ”Kongsvinger Idrettslag” (på norska). Store norske lekskikon. https://snl.no/Kongsvinger_Idrettslag. Läst 29 september 2017.